# Tandkolibri
Tandkolibri (Androdon aequatorialis) är en fågel i familjen kolibrier.

## Utseende
Tandkolibrin är en distinkt, rätt stor kolibri med en mycket lång näbb. Den är streckad på strupe och bröst, medan ovansidan är matt grön och hjässan kopparfärgad. Stjärten är ljusgrå längst in, längre ut ett brett svart band och på spetsen vitt. Könen är lika, utom att honan saknar hanens udda tandlika utskott på näbben som gett arten sitt namn. Detta är dock i stort sett omöjligt att se i fält.

## Utbredning och systematik
Fågeln är den enda arten i släktet Androdon. Den förekommer från östra Panama till västra Colombia (Chocó) och nordvästra Ecuador. Den behandlas som monotypisk, det vill säga att den inte delas in i några underarter.

## Levnadssätt
Tandkolibrin hittas i låglänta områden och lägre bergstrakter. Den påträffas inne i uppvuxen fuktig skog där den födosöker i de lägre och mellersta skikten.

## Status och hot
Arten har ett stort utbredningsområde, men tros minska i antal, dock inte tillräckligt kraftigt för att den ska betraktas som hotad. Internationella naturvårdsunionen IUCN listar arten som livskraftig (LC). Beståndet uppskattas till mellan 52 000 och 87 000 vuxna individer.